# Nick Pope
Nick Pope (n. 19 septembrie 1965, Anglia, Regatul Unit) este jurnalist independent britanic, comentator media și fost funcționar public. A lucrat timp de 21 de ani la Ministerul Apărării din Marea Britanie în perioada 1985-2006. Este cel mai bine cunoscut pentru activitatea sa desfășurată între 1991 - 1994, perioadă în care s-a ocupat cu investigarea rapoartelor privind OZN-urile, pentru a vedea dacă au vreo semnificație în ceea ce privește apărarea. Acum lucrează ca jurnalist independent și comentator.
În noiembrie 2006 el a demisionat din postul de la Ministerul Apărării, declarând că „Dosarele X guvernamentale au fost închise.” El și-a continuat cercetările și investigațiile în particular și acum lucrează ca jurnalist independent și comentator media, ocupându-se de subiecte care includ teoriile conspirației, fenomene inexplicabile, spațiul cosmic, science fiction și știința fringe.
El mai lucrează pentru câteva companii de film și agenții de relații publice, promovând lansarea unor filme științifico-fantastice.

## Cărți publicate
Open Skies, Closed Minds (1999) este o lucrare autobiografică de Pope care prezintă experiența sa în domeniul ufologiei. Cartea oferă o imagine de ansamblu a fenomenului OZN, punând accentul pe munca sa de trei la Ministerul Apărării. Pope prezintă de asemenea poziția guvernului și a militarilor privind fenomenele OZN.
Pope a scris, de asemenea, două romane științifico-fantastice, Operation Thunder Child și continuarea sa Operation Lightning Strike.